# RX d'Andròmeda
RX d'Andròmeda (RX Andromedae) és una estrella variable a la constel·lació d'Andròmeda. Tot i que està classificada com una nova nana del tipus Z Camelopardalis (UGZ), ha mostrat períodes de poca lluminositat típics de les estrelles VY Sculptoris. Tanmateix, durant la major part del temps varia des d'una magnitud visual aparent de 15,1 amb una brillantor mínima fins a una magnitud de 10,2 amb una brillantor màxima, en un període d'aproximadament 13 dies.

## Sistema
RX Andromedae és un sistema variable cataclísmic, on una nana blanca amb una massa de 0,8 masses solars i una estrella de la seqüència principal M2 giren al voltant del seu centre de masses. L'estrella de seqüència principal està omplint massa el lòbul de Roche, de manera que la nana blanca treu la matèria de l'estrella acompanyant i l'acreta a través d'un disc d'acreció.

## Variabilitat
Igual que les variables Z Camelopardalis, RX d'Andròmeda mostra alguns períodes de lluminositat aproximadament constant i altres on la seva brillantor oscil·la entre una magnitud de 10,2 al màxim i un de 15,1 al mínim. Tanmateix, entre 1996 i 1997 es va quedar atrapat en la seva brillantor mínima com les variables cataclísmiques del tipus VY Sculptoris, abans de tornar al comportament habitual. Això situa RX Andromedae en un estat de transició entre aquests dos tipus d'objectes. La nana blanca i el seu disc d'acreció semblen ser totalment responsables d'aquesta variabilitat i estan impulsats per canvis en la taxa d'acreció de la nana blanca.

## Espectre
RX d'Andròmeda ha estat àmpliament estudiat tant en òptica com en ultraviolada. També és un dels pocs sistemes de nova nana que s'han detectat a longituds d'ona de ràdio.